# تدلي المعدة
تدلي المعدة (بالإنجليزية: Gastroptosis)‏ هو هبوط وتدلي غير طبيعي للمعدة عن موضعها السوي. تتسبب هذه الحالة أحيانا كثيرة في أعراض هضمية وإمساك، وهي بارزة عند النساء أكثر من الرجال.